# Lopezia grandiflora
Lopezia grandiflora là một loài thực vật có hoa trong họ Anh thảo chiều. Loài này được Zucc. mô tả khoa học đầu tiên năm 1832.